# Haarmuts
Haarmuts (Orthotrichum) is een geslacht van topkapselmossen uit de haarmutsfamilie (Orthotrichaceae). Het wordt over de hele wereld verspreid. Er zijn ongeveer 125 soorten in het geslacht. 

## Kenmerken
Haarmutssoorten vormen rechtopstaande stengels. De bladeren zijn ovaal tot lancetvormig, ongerand, vastgemaakt of rechtopstaand, en zijn niet gekruld als ze droog zijn. De bladranden daarentegen zijn meestal omgerold of teruggevouwen. De middelste bladnerf strekt zich uit tot in de bladpunt en komt alleen bij de grijze haarmuts (Orthotrichum diaphanum) als een hyaliene glazen punt tevoorschijn. De laminacellen zijn vaak papillose, rechthoekig tot afgerond zeszijdig.
De seta van het kapsel is extreem kort. De sporenkapsel zit dus verzonken in de bladrozet. Dit steekt meestal maar een klein beetje boven hen uit. Het heeft 8–16 tanden. De calyptra (huikje) is conisch tot klokvormig. Het peristoom is meestal dubbel.
Ze kunnen zich ook vegetatief voortplanten door de vorming van bladachtige broedlichamen.

## Sporenkapsels

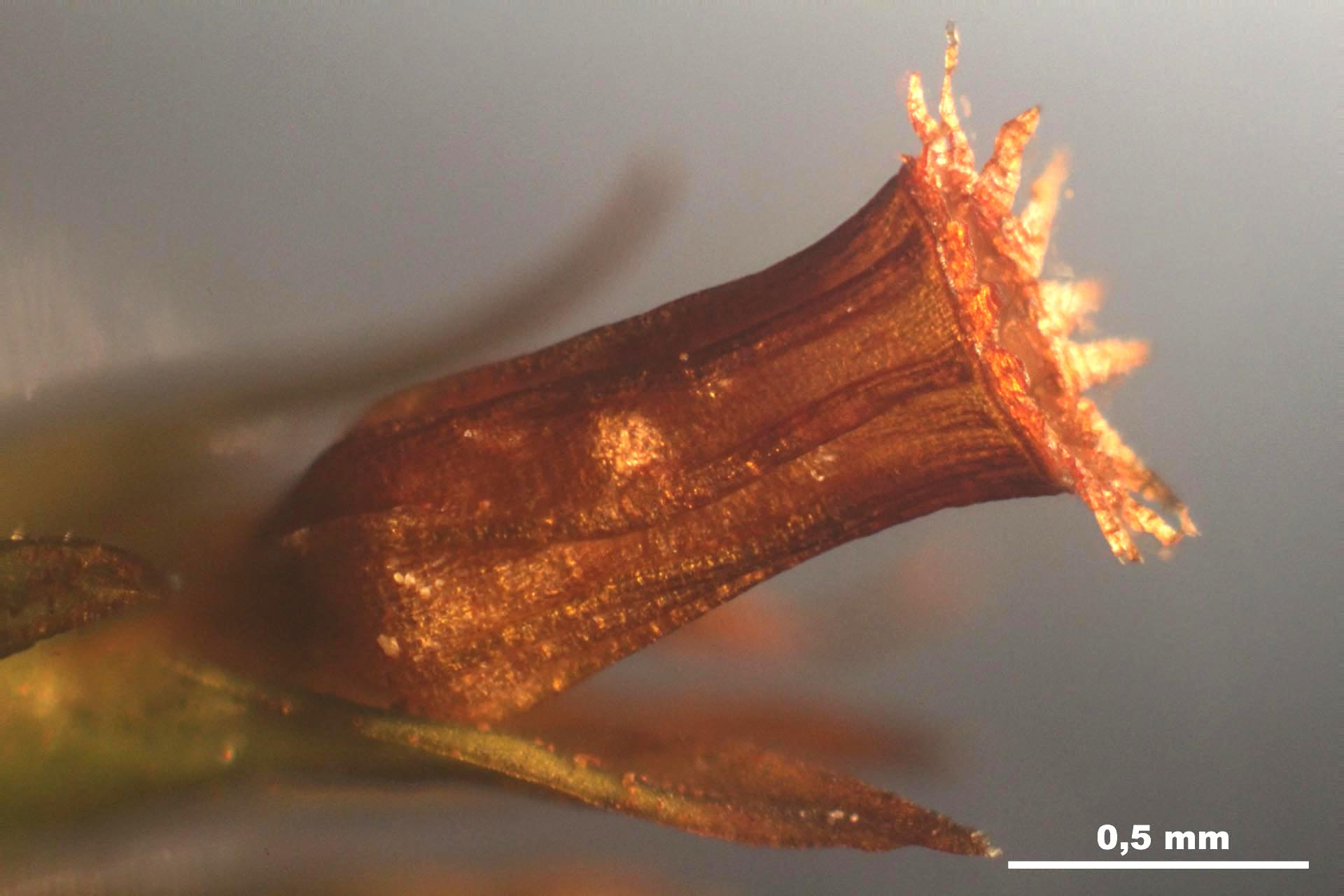
Bekerhaarmuts
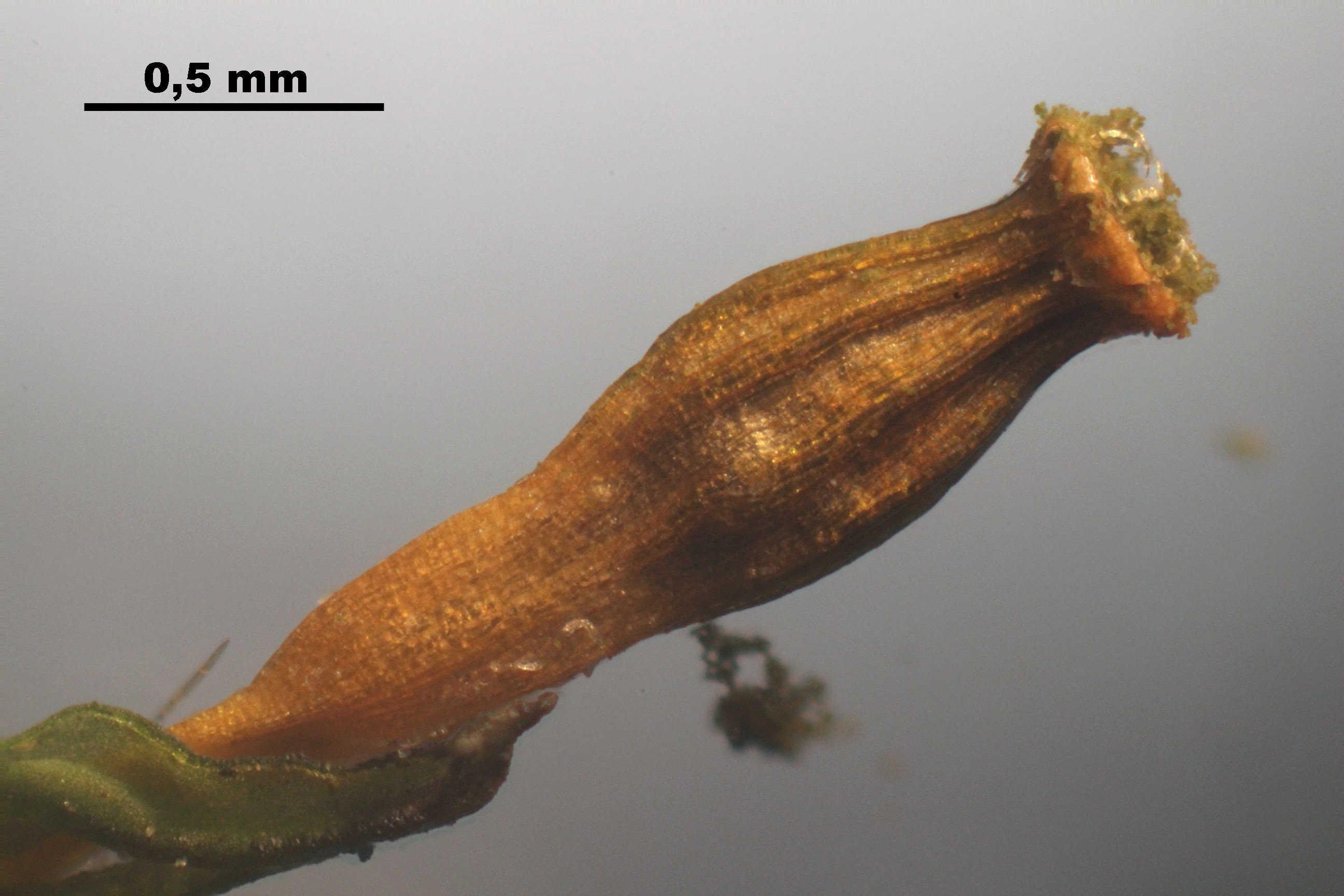
Bonte haarmuts
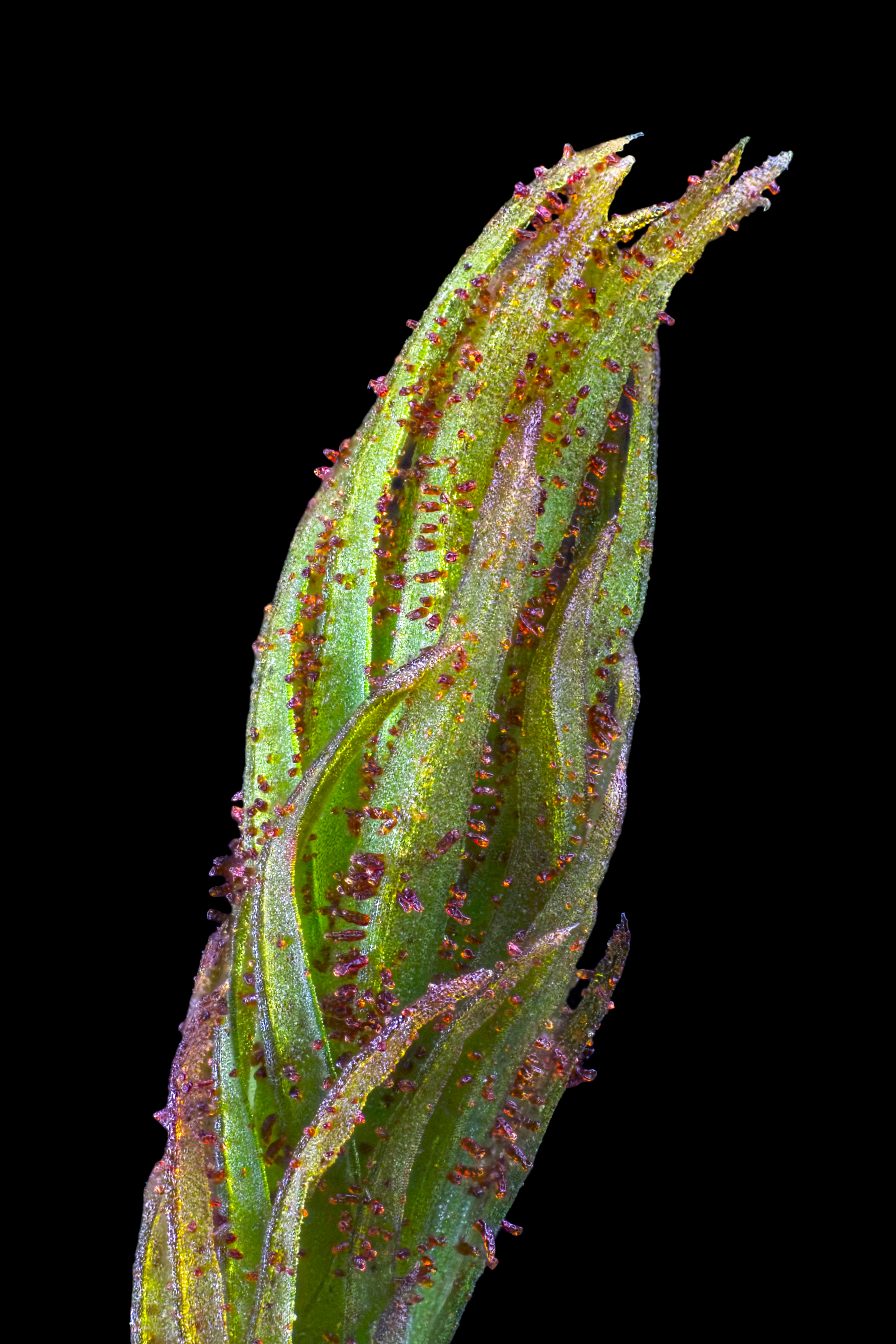
Broedhaarmuts
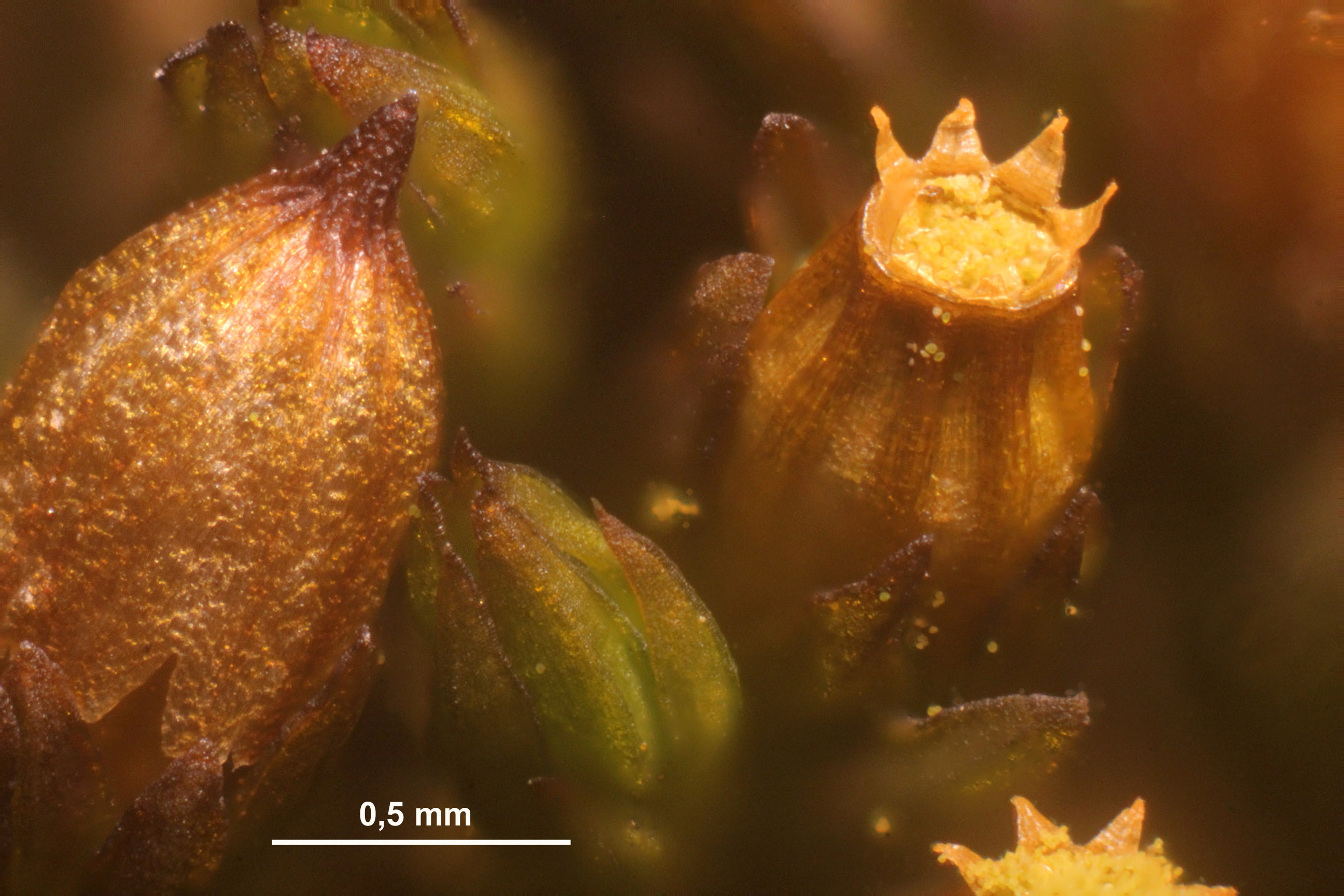
Dwerghaarmuts
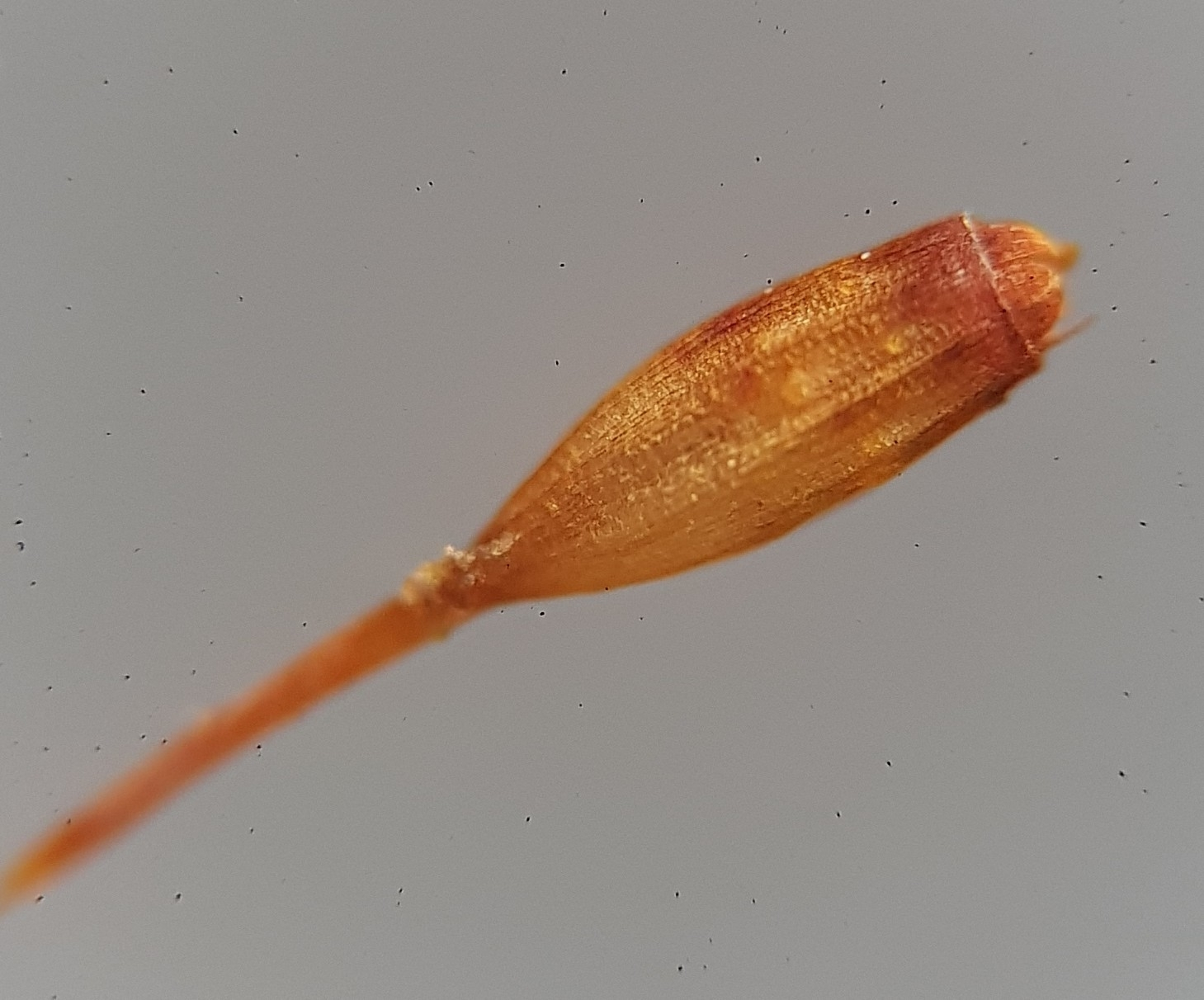
Gekroesde haarmuts
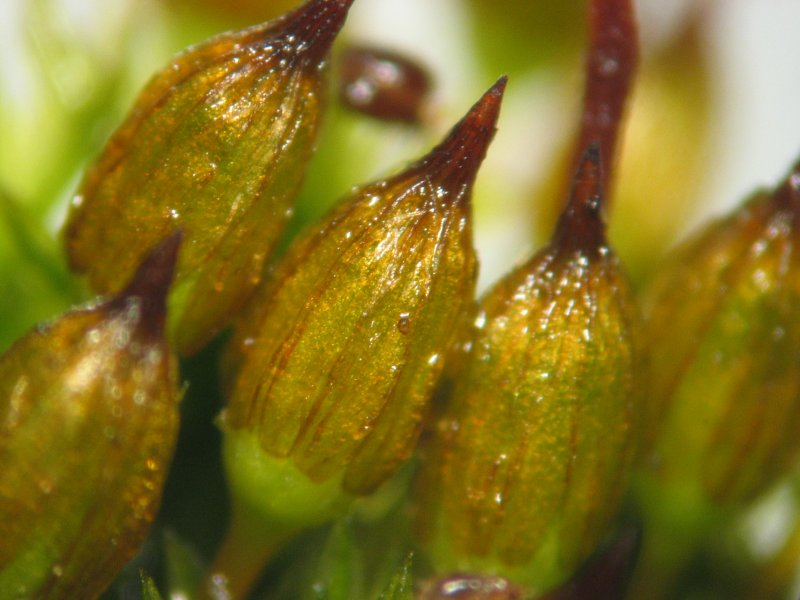
Gesteelde haarmuts
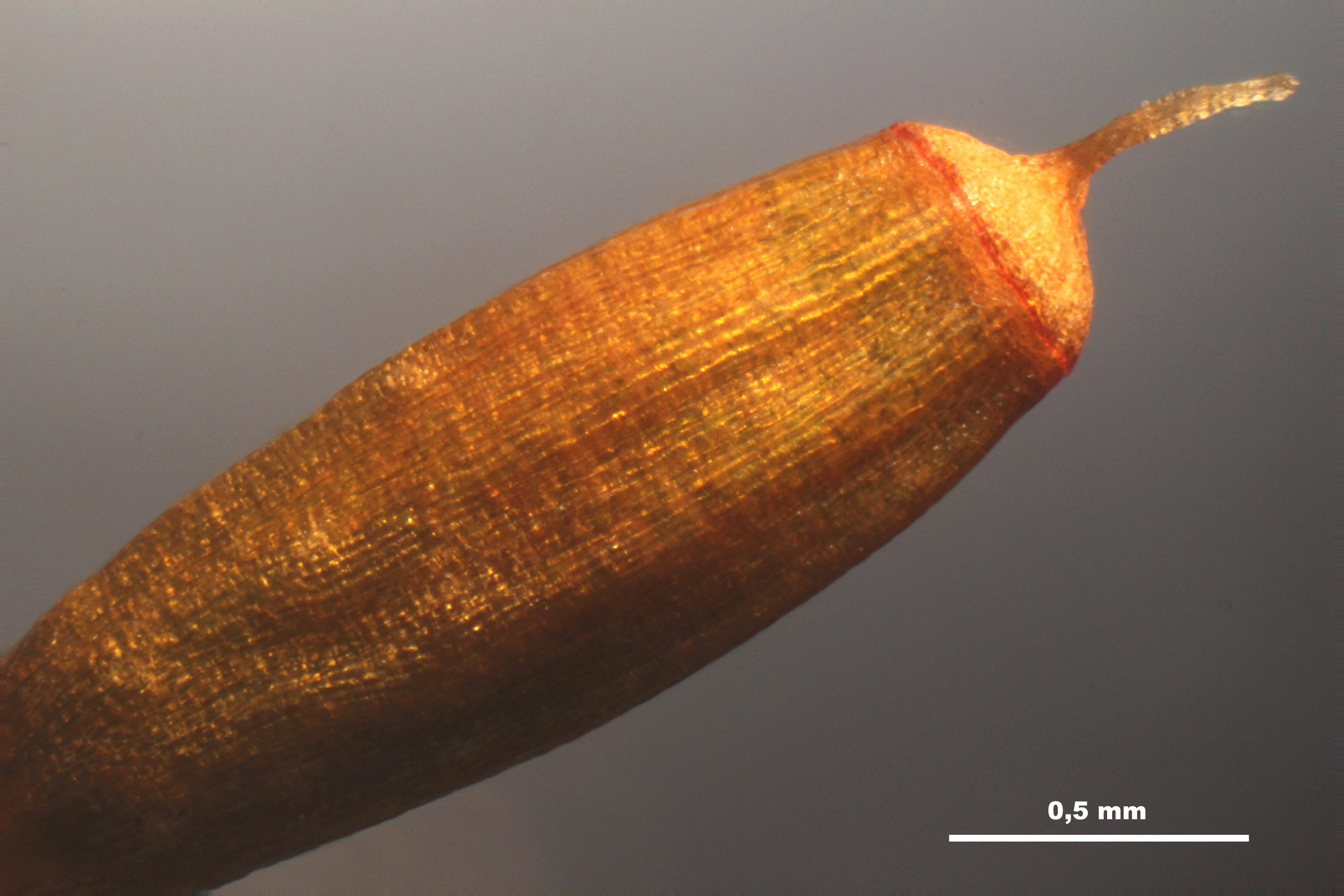
Gewone haarmuts
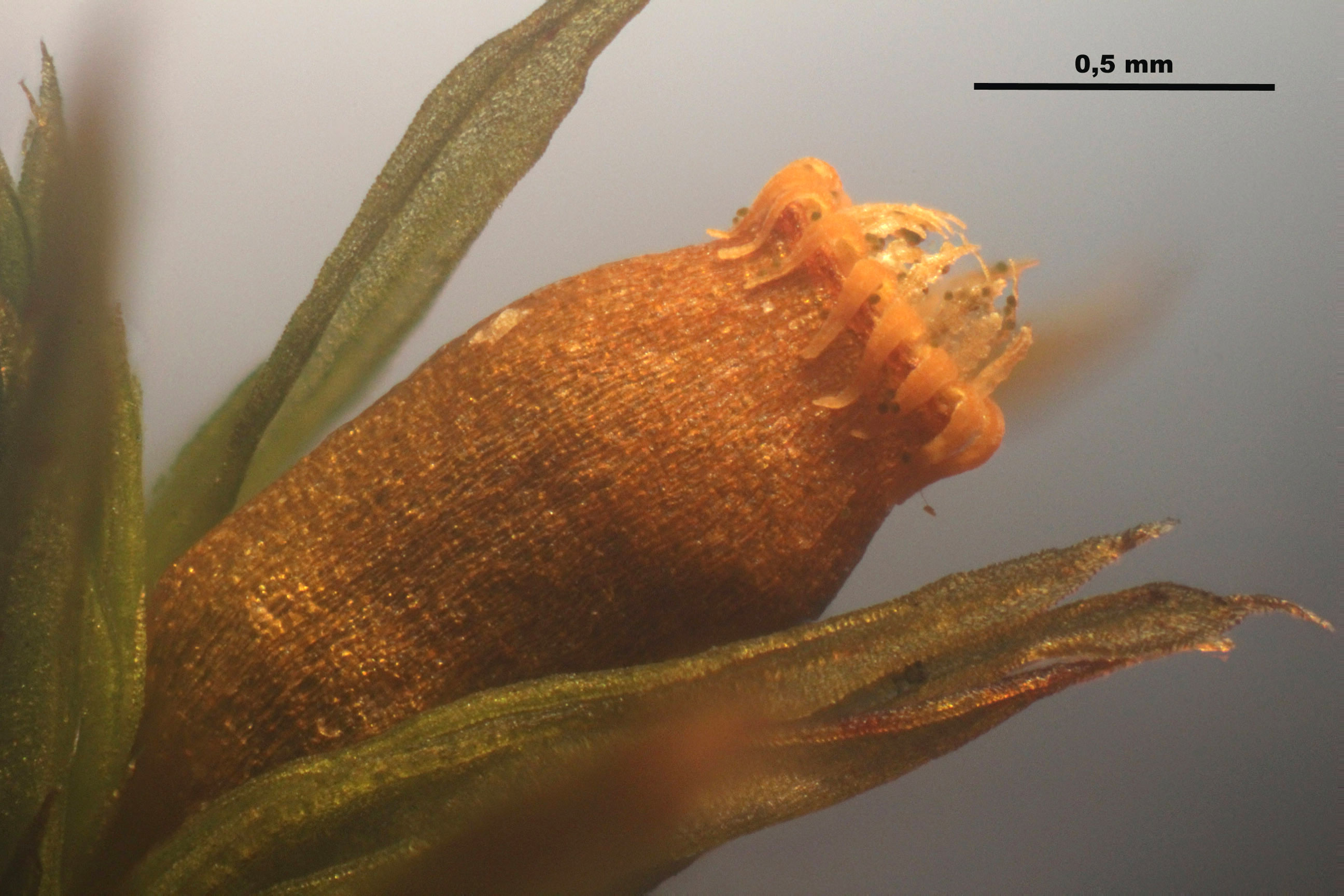
Gladde haarmuts
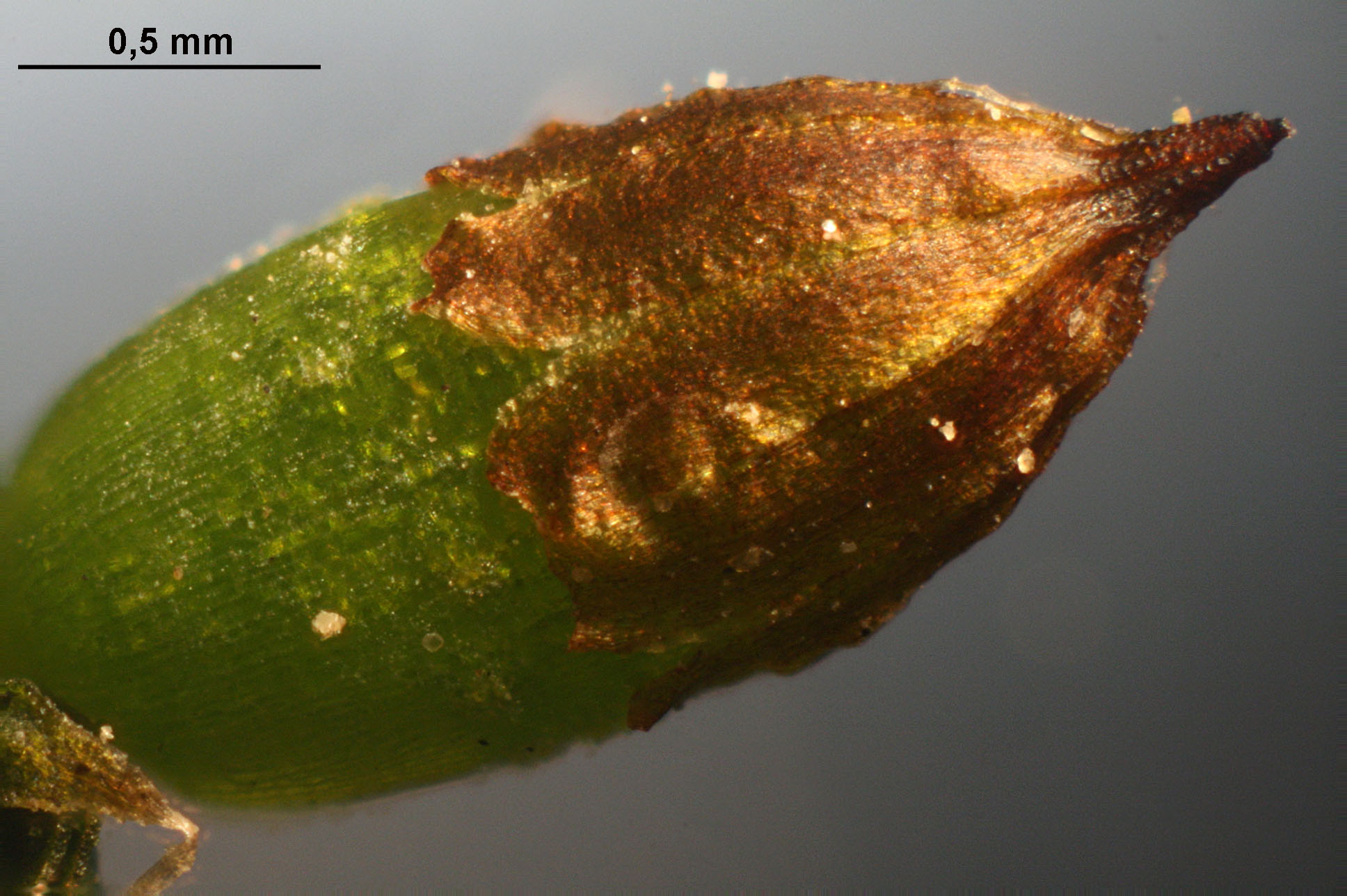
Grijze haarmuts
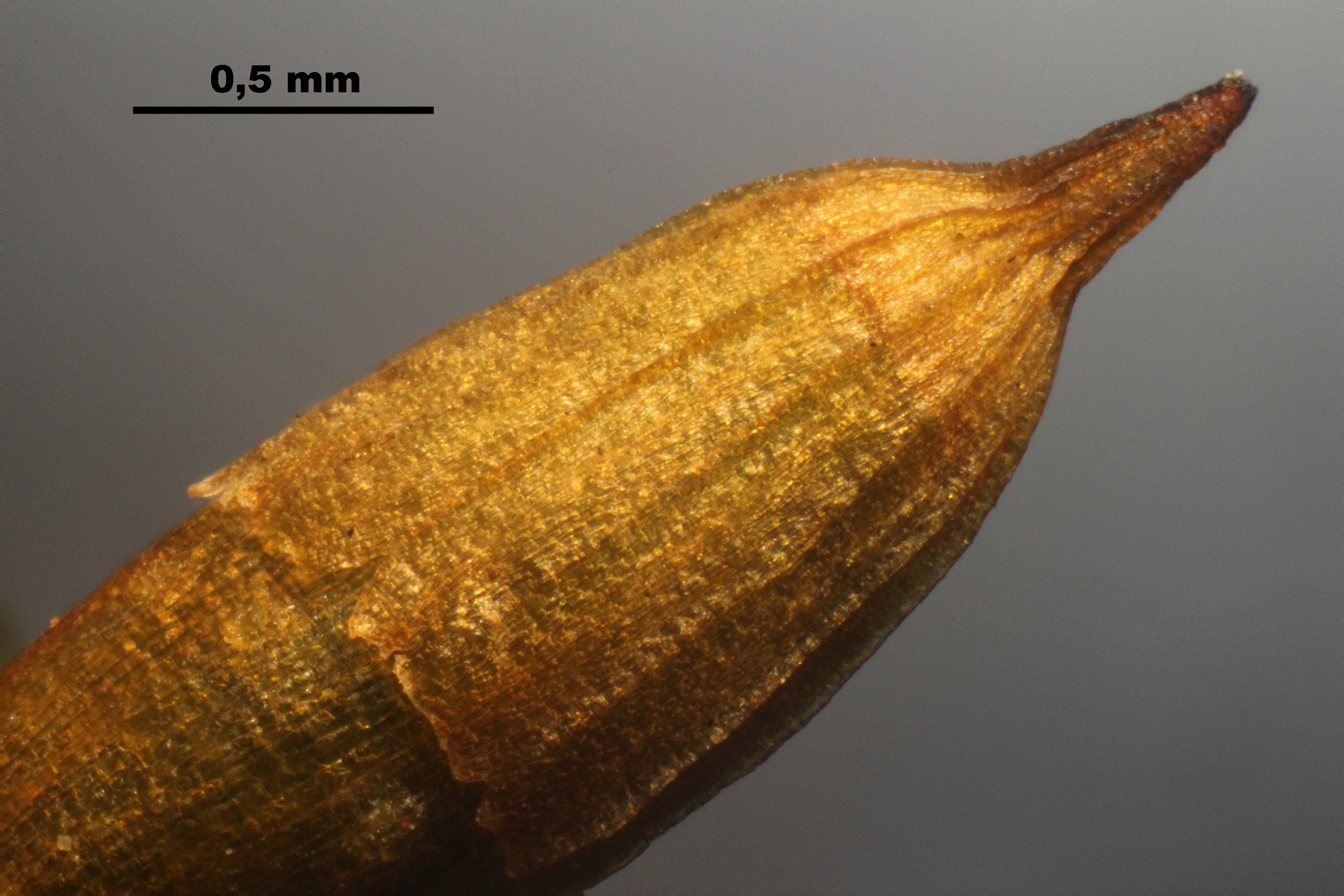
Kale haarmuts
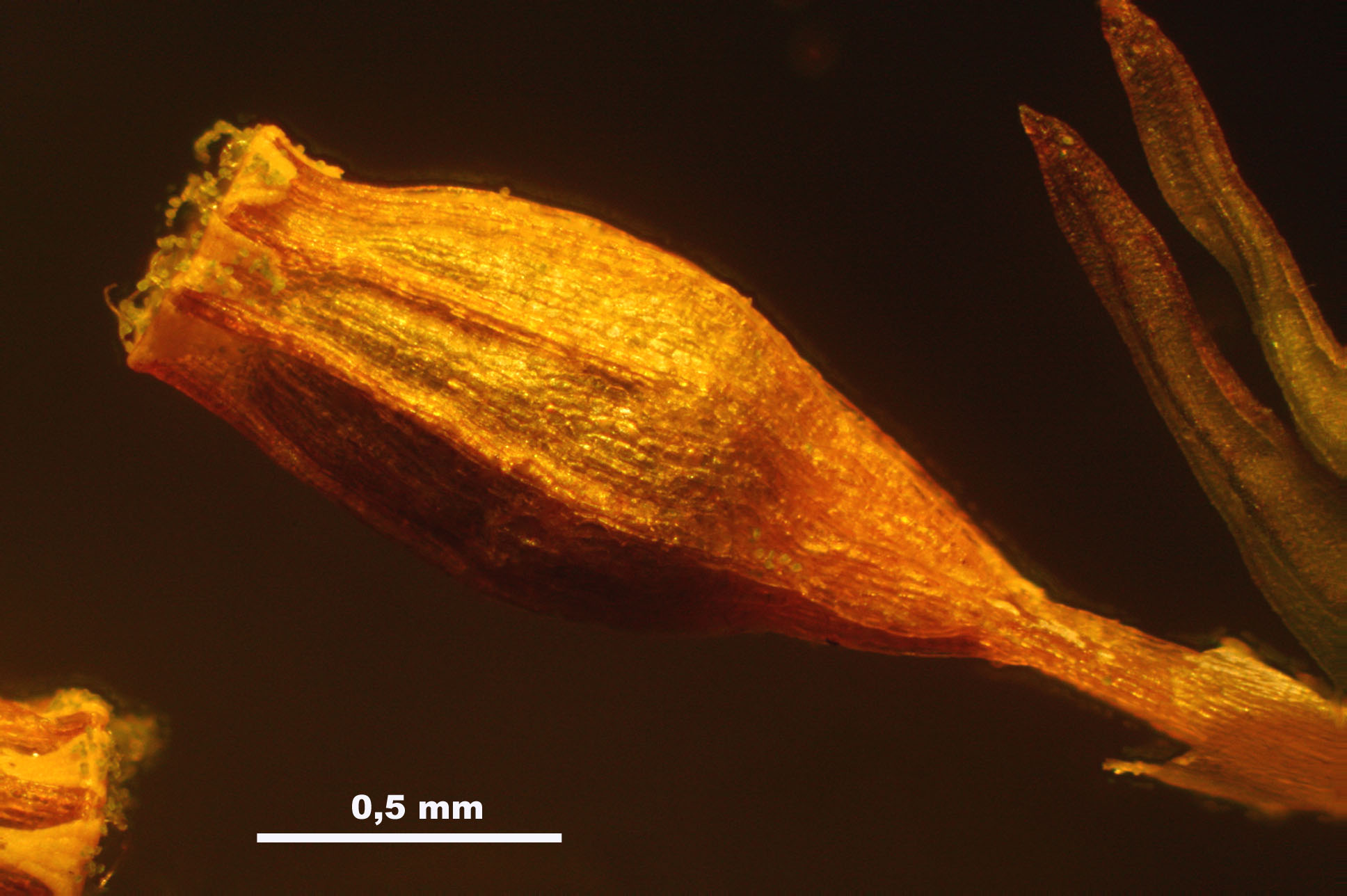
Ronde haarmuts
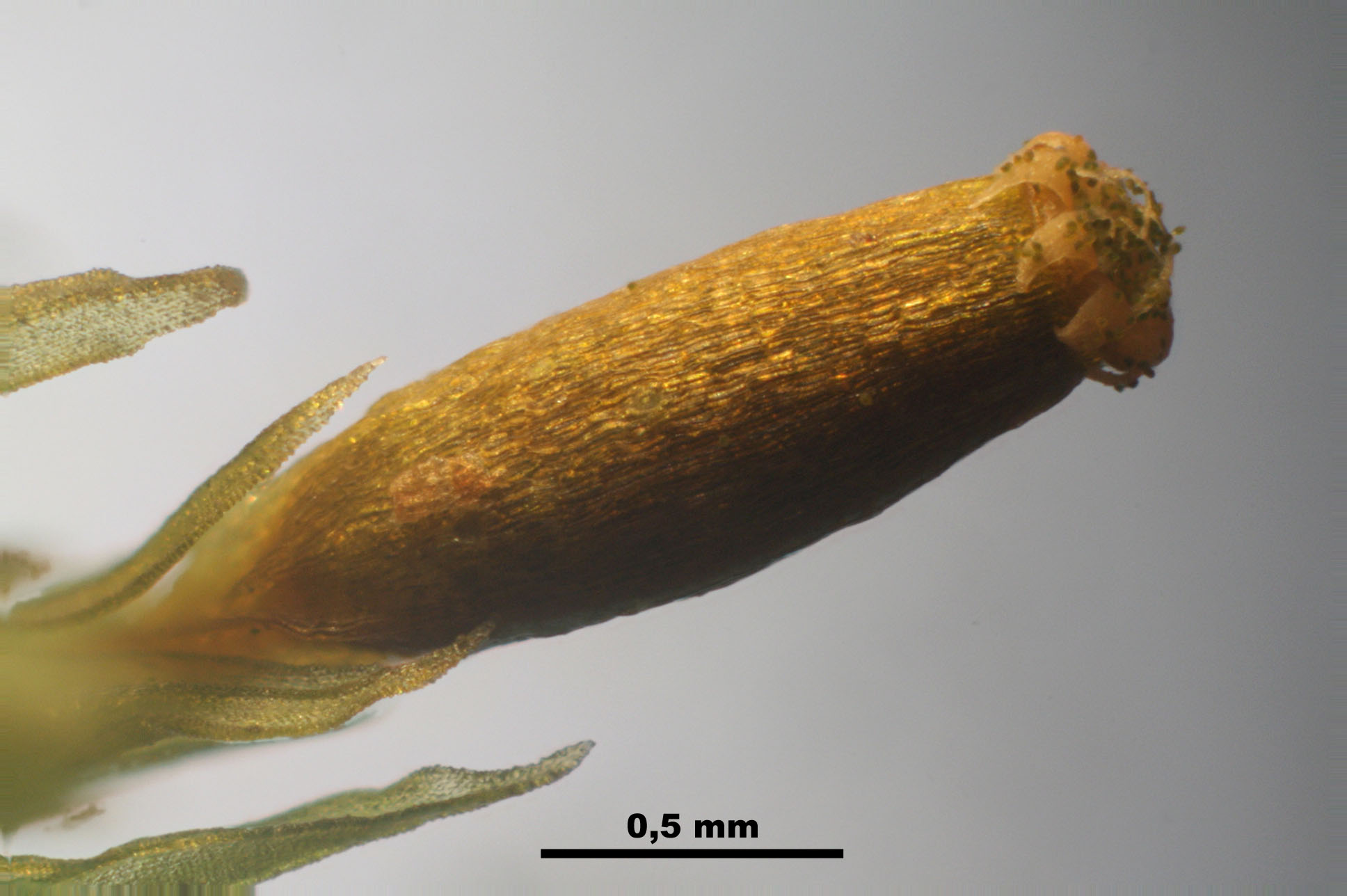
Ruige haarmuts
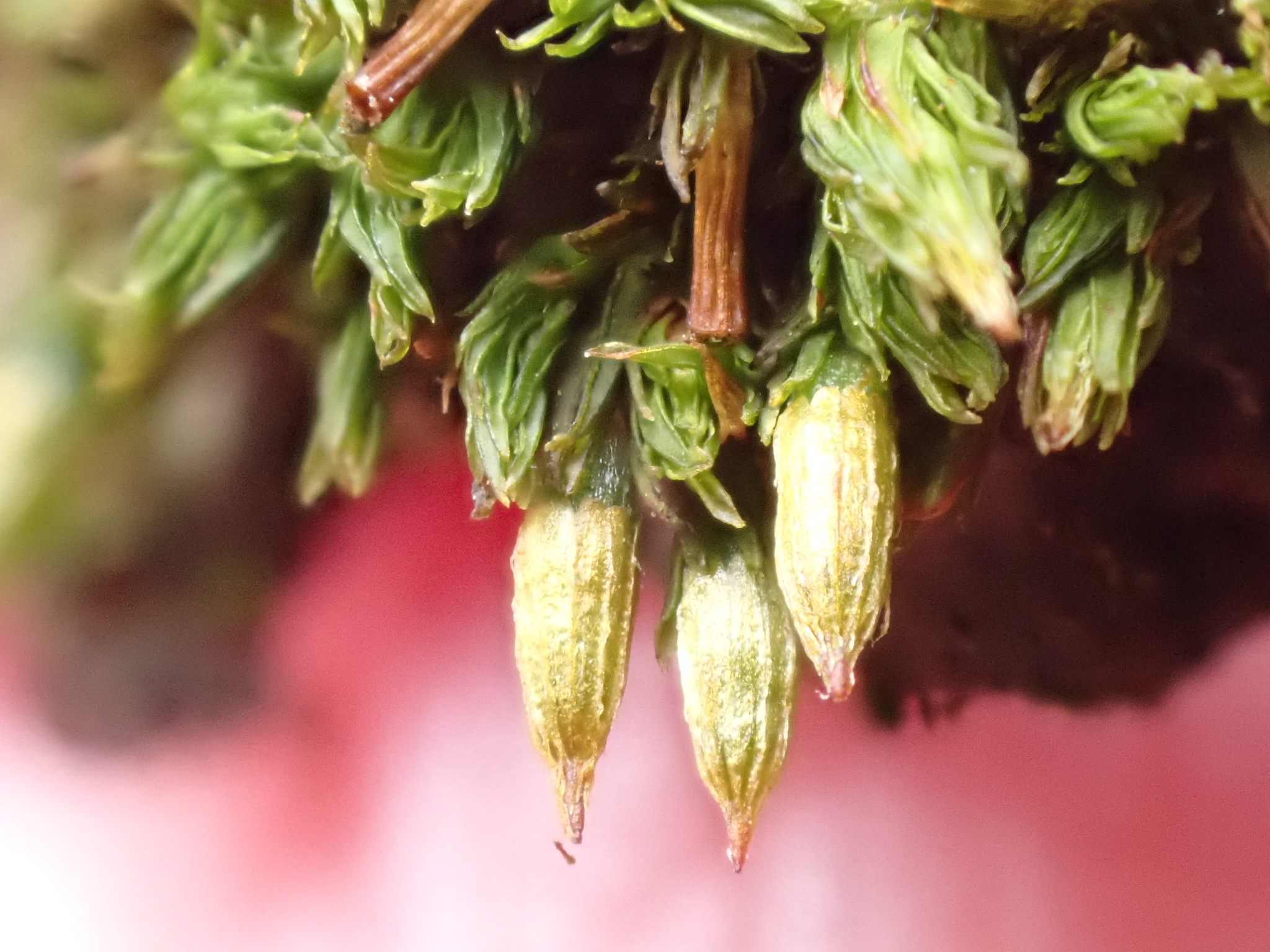
Slanke haarmuts
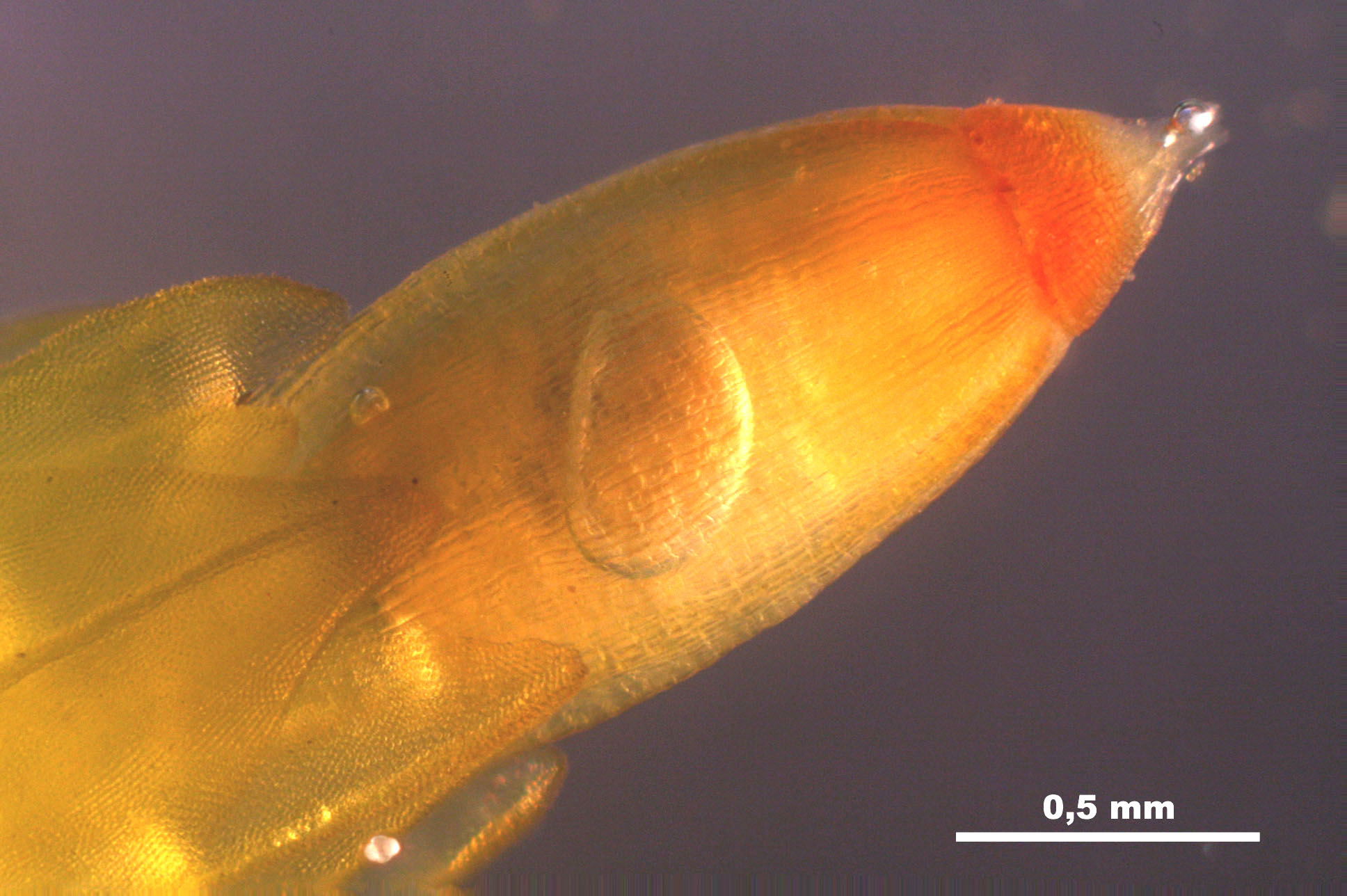
Stompe haarmuts

## Soorten
Het geslacht telt 125 soorten waarvan er 33 in Europa voorkomen:
- Orthotrichum acuminatum (gesloten haarmuts)
- Orthotrichum affine (gewone haarmuts)
- Orthotrichum alpestre (berghaarmuts)
- Orthotrichum anomalum (gesteelde haarmuts)
- Orthotrichum comosum  (kuifhaarmuts)
- Orthotrichum consimile (vlierhaarmuts)
- Orthotrichum cupulatum (bekerhaarmuts)
- Orthotrichum dentatum (getande dwerghaarmuts)
- Orthotrichum diaphanum (grijze haarmuts)
- Orthotrichum gymnostomum
- Orthotrichum hispanicum (gele haarmuts)
- Orthotrichum lyellii (broedhaarmuts)
- Orthotrichum obtusifolium (stompe haarmuts)
- Orthotrichum pallens (kale haarmuts)
- Orthotrichum patens (ronde haarmuts)
- Orthotrichum philibertii (spitse dwerghaarmuts)
- Orthotrichum pulchellum (gekroesde haarmuts)
- Orthotrichum pumilum (dwerghaarmuts)
- Orthotrichum rogeri (tonghaarmuts)
- Orthotrichum rivulare (beekhaarmuts)
- Orthotrichum rupestre (sterretjeshaarmuts)
- Orthotrichum scanicum (getande haarmuts)
- Orthotrichum shawii (gapende haarmuts)
- Orthotrichum speciosum (ruige haarmuts)
- Orthotrichum sprucei (maashaarmuts)
- Orthotrichum stellatum
- Orthotrichum stramineum (bonte haarmuts)
- Orthotrichum striatum (gladde haarmuts)
- Orthotrichum tenellum (slanke haarmuts)
- Orthotrichum urnigerum